# Il était un père
Pour plus de détails, voir Fiche technique et Distribution.
Il était un père (父ありき, Chichi ariki) est un film japonais réalisé par Yasujirō Ozu, sorti en 1942. Il est resté inédit en France jusqu'en 2005.

## Synopsis
Shuhei Horikawa est enseignant à Kanazawa et élève seul son fils Ryohei depuis la mort de sa femme. Lors d'une sortie qu'il encadre, un de ses étudiants se noie. Se sentant responsable de sa mort, il choisit de quitter son travail et de retourner dans son village natal. Il place son fils dans un pensionnat à Ueda, la ville la plus proche, et ne le revoit que rarement à partir du moment où il décide d'aller travailler à Tokyo pour financer la formation de Ryohei, qui étudie ensuite à l'université nationale de Sendai.
Ryohei, devenu professeur à son tour, enseigne dans un lycée technique à Akita. Lors d'un séjour où il retrouve son père, il lui annonce sa volonté de quitter son travail pour venir vivre avec lui à Tokyo. Mais Shuhei refuse catégoriquement.
Plus tard, au côté de son ancien collègue Makoto Hirata, Shuhei retrouve d'anciens étudiants avec qui il passe une soirée. Ces jeunes hommes, qui étaient dans la promotion de l'étudiant noyé, expriment leur reconnaissance envers leurs deux anciens professeurs. Ces derniers apprennent que la plupart de ces jeunes sont mariés et qu'ils ont déjà des enfants.
Quand il revoit son fils après cette soirée, il lui suggère d'épouser Fumiko, la fille de Hirata. Un peu plus tard, la santé de Shuhei se dégrade soudainement. Il meurt rapidement, alors que Ryohei est à son chevet en compagnie de plusieurs personnes dont Hirata et sa fille. Avant de mourir, Shuhei dit à Fumiko qu'il lui « confie » son fils.
Alors que Ryohei et Fumiko sont mariés, le premier suggère à la seconde de faire venir son père à Akita pour qu'ils puissent tous vivre ensemble.

## Fiche technique
- Titre français : Il était un père
- Titre original : 父ありき (Chichi ariki?)
- Réalisation : Yasujirō Ozu

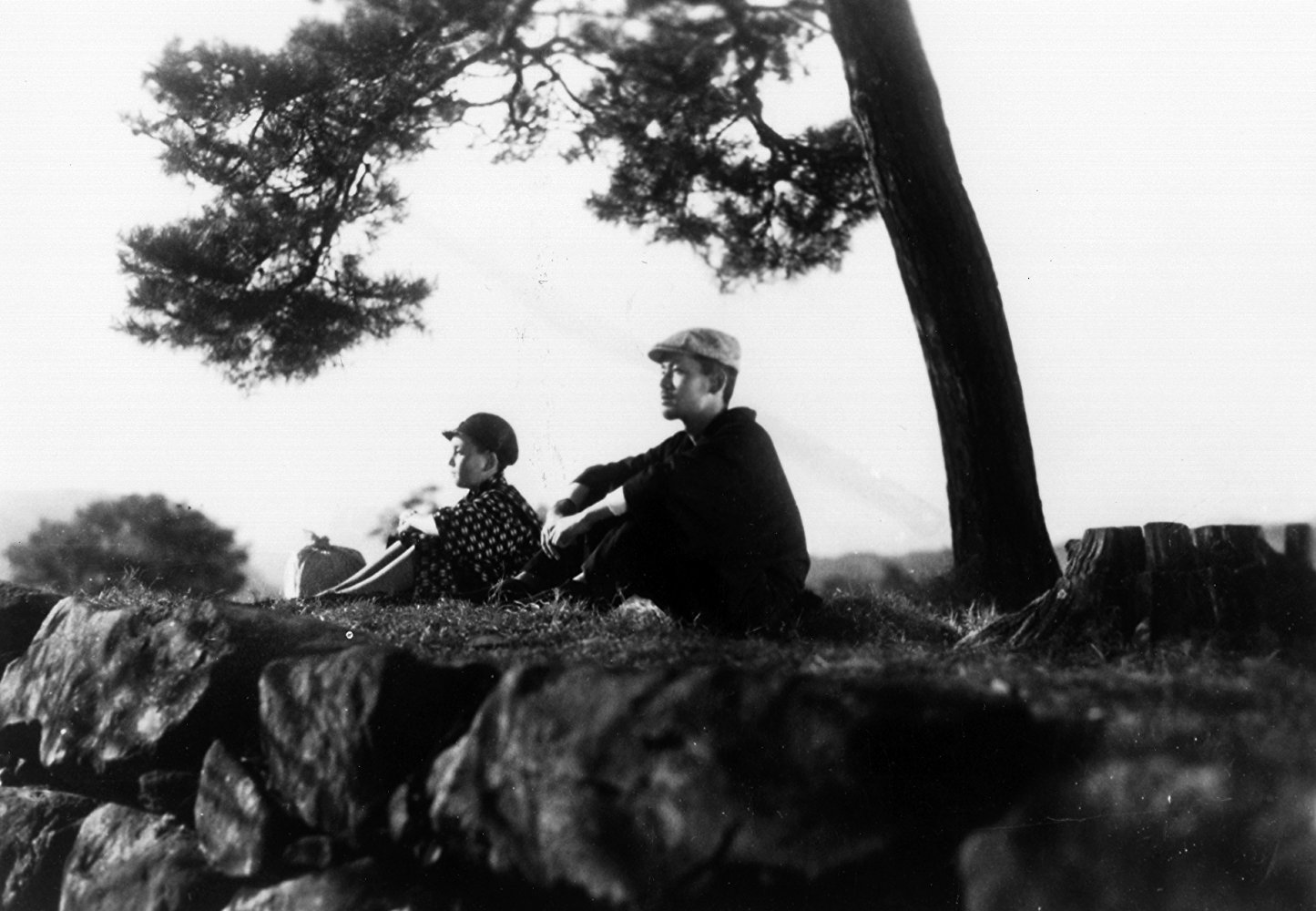
Haruhiko Tsuda et Chishū Ryū dans une scène du film, lors de leur retour dans la région natale de Shuhei.

- Scénario : Tadao Ikeda, Yasujirō Ozu et Takao Yanai
- Société de production : Shōchiku
- Musique : Kyoichi Saiki
- Photographie : Yūharu Atsuta
- Décors : Tatsuo Hamada
- Montage : Yoshiyasu Hamamura
- Costumes : Taizō Saitō
- Pays de production :  Empire du Japon
- Langue originale : japonais
- Format : noir et blanc — 1,37:1 — 35 mm — son mono
- Genre : drame
- Durée : 86 minutes (métrage : onze bobines - 2 588 m[1])
- Dates de tournage : d'octobre 1941 à mars 1942
- Dates de sortie : 
  - Empire du Japon : 1er avril 1942[1]
  - France : 29 juin 2005[2]

## Distribution
- Chishū Ryū : Shuhei Horikawa, le père
- Shūji Sano : Ryohei Horikawa, le fils
- Shin Saburi : Yasutaro Kurokawa, ancien étudiant de Shuhei
- Takeshi Sakamoto : Makoto Hirata, ancien collègue de Shuhei
- Mitsuko Mito : Fumiko Hirata, la fille de Makoto
- Masayoshi Otsuka : Seiichi Hirata
- Shin'ichi Himori : Minoru Uchida, ancien étudiant de Shuhei
- Haruhiko Tsuda : Ryohei enfant
- Kōji Mitsui : ancien étudiant de Shuhei
- Kenji Ōyama : ancien étudiant de Shuhei

## Autour du film
Ozu écrit la première ébauche du scénario avant de partir à la guerre en Chine en 1937 et continue à le travailler à son retour au Japon, il déclare « Je l'ai écrit et récrit sans cesse, et il pouvait toujours être amélioré ». Selon Donald Richie, « On a de la peine à imaginer comment l'améliorer, car ce film est un des plus parfaits d'Ozu. Le déroulement et les personnages semblent si naturels qu'ils parviennent à transmettre un sentiment d'inévitabilité rare au cinéma. On y assiste, sans que les situations ni les personnages ne soient gauchis, au dévoilement progressif d'un thème — les liens entre générations — auquel nous sommes quotidiennement confrontés et qui n'a jamais été aussi bien montré ».
Tourné en pleine Guerre du Pacifique à une époque où l'industrie cinématographique était entièrement contrôlée par le gouvernement, Ozu dut surmonter de nombreuses difficultés mais il n'accepta jamais de compromis envers le type de réalité qu'il mettait en scène. Il était intransigeant dans son refus d'exploiter ses personnages dans un but de propagande.

## Accueil critique
La revue Kinema Junpō place Il était un père à la deuxième place de son classement des dix meilleurs films japonais de l'année 1942.
Les critiques japonais de l'époque ont dit de la performance de Chishū Ryū qu'elle était l'une des meilleures de l'histoire du cinéma japonais. C'est à partir d'Il était un père que l'acteur s'affirme comme le « porte-parole » déguisé d'Ozu, et ce jusqu'au Goût du saké, soit pendant vingt ans.